# 卡姆希别克·昆卡巴耶夫
卡姆希别克·比先巴耶维奇·昆卡巴耶夫（1991年11月18日—），哈萨克斯坦男子拳击运动员，2020年夏季奥运会男子91公斤以上级铜牌得主、2022年亚洲运动会男子92公斤以上级银牌得主。